# Rousies
Rousies est une commune française située dans le département du Nord, en région Hauts-de-France.

## Géographie
Rousies est située sur la Solre au sud de Maubeuge.

### Communes limitrophes
| Maubeuge |                    | Assevent    |
| Louvroil | Rousies            | Recquignies |
|          | Ferrière-la-Grande | Cerfontaine |

### Hydrographie

#### Réseau hydrographique
La commune est située dans le bassin Artois-Picardie. Elle est drainée par la Sambre canalisée et la Solre,.
La Sambre canalisée est un canal, chenal et un cours d'eau naturel, d'une longueur de 101 km, qui prend sa source dans la commune de Rejet-de-Beaulieu, s'écoule vers le nord-est et franchit la frontière belge au droit de Jeumont. Les caractéristiques hydrologiques de la Sambre canalisée sont données par la station hydrologique située sur la commune. Le débit moyen mensuel est de 11,5 m3/s. Le débit moyen journalier maximum est de 91,8 m3/s, atteint lors de la crue du 11 janvier 2022. Le débit instantané maximal est quant à lui de 94,6 m3/s, atteint le même jour.

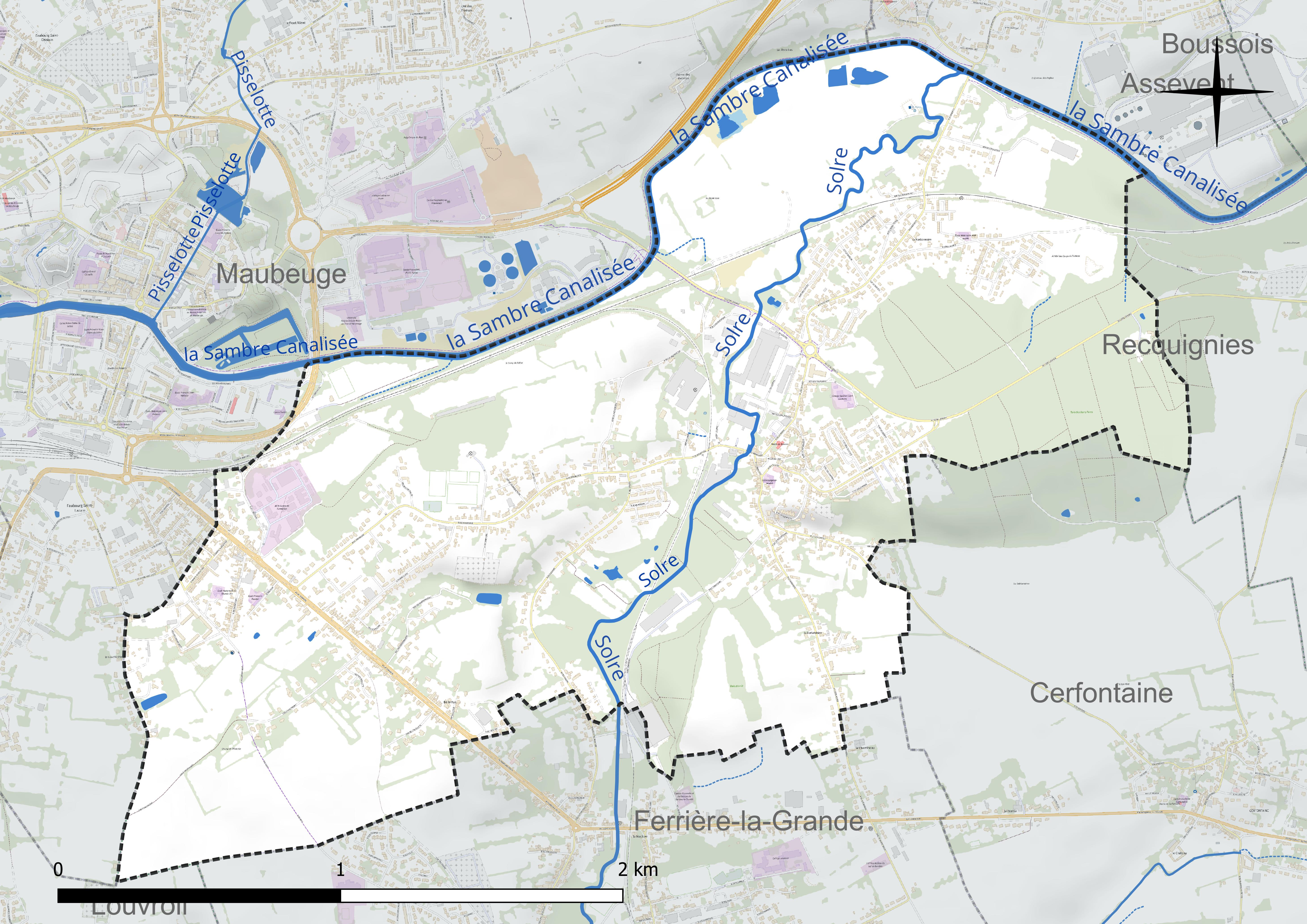
Réseau hydrographique de Rousies.

La Solre, d'une longueur de 22 km, prend sa source dans la commune de Solre-le-Château et se jette  dans la Sambre canalisée sur la commune, après avoir traversé dix communes. Les caractéristiques hydrologiques de la Solre sont données par la station hydrologique située sur la commune. Le débit moyen mensuel est de 1,36 m3/s. Le débit moyen journalier maximum est de 33,1 m3/s, atteint lors de la crue du 21 juillet 1980. Le débit instantané maximal est quant à lui de 54,8 m3/s, atteint le 1er juillet 1980.

#### Gestion et qualité des eaux
Le territoire communal est couvert par le schéma d'aménagement et de gestion des eaux (SAGE) « Sambre ». Ce document de planification concerne un territoire de 1 253 km2 de superficie, délimité par le bassin versant de la Sambre. Le périmètre a été arrêté le 1er novembre 2003 et le SAGE proprement dit a été approuvé le 21 septembre 2012, puis modifié le 18 août 2022. La structure porteuse de l'élaboration et de la mise en œuvre est le syndicat mixte du Parc naturel régional de l'Avesnois. 
La qualité des cours d'eau peut être consultée sur un site dédié géré par les agences de l'eau et l'Agence française pour la biodiversité. 

### Climat
Pour des articles plus généraux, voir Climat des Hauts-de-France et Climat du Nord.
En 2010, le climat de la commune est de type climat des marges montargnardes, selon une étude du CNRS s'appuyant sur une série de données couvrant la période 1971-2000. En 2020, Météo-France publie une typologie des climats de la France métropolitaine dans laquelle la commune est exposée à un climat océanique altéré et est dans la région climatique  Nord-est du bassin Parisien, caractérisée par un ensoleillement médiocre, une pluviométrie moyenne régulièrement répartie au cours de l'année et un hiver froid (3 °C).
Pour la période 1971-2000, la température annuelle moyenne est de 9,8 °C, avec une amplitude thermique annuelle de 15,4 °C. Le cumul annuel moyen de précipitations est de 879 mm, avec 12,7 jours de précipitations en janvier et 9,8 jours en juillet. Pour la période 1991-2020, la température moyenne annuelle observée sur la station météorologique la plus proche, située sur la commune de Saint-Hilaire-sur-Helpe à 17 km à vol d'oiseau, est de 10,5 °C et le cumul annuel moyen de précipitations est de 802,4 mm,. Pour l'avenir, les paramètres climatiques de la commune estimés pour 2050 selon différents scénarios d'émission de gaz à effet de serre sont consultables sur un site dédié publié par Météo-France en novembre 2022.

## Urbanisme

### Typologie
Au 1er janvier 2024, Rousies est catégorisée ceinture urbaine, selon la nouvelle grille communale de densité à sept niveaux définie par l'Insee en 2022.
Elle appartient à l'unité urbaine de Maubeuge (partie française), une agglomération internationale regroupant 22 communes, dont elle est une commune de la banlieue,,. Par ailleurs la commune fait partie de l'aire d'attraction de Maubeuge (partie française), dont elle est une commune de la couronne,. Cette aire, qui regroupe 65 communes, est catégorisée dans les aires de 50 000 à moins de 200 000 habitants,.

### Occupation des sols
L'occupation des sols de la commune, telle qu'elle ressort de la base de données européenne d'occupation biophysique des sols Corine Land Cover (CLC), est marquée par l'importance des territoires agricoles (42,2 % en 2018), une proportion identique à celle de 1990 (42,2 %). La répartition détaillée en 2018 est la suivante : 
zones urbanisées (37,6 %), prairies (25,9 %), forêts (17,8 %), terres arables (9,1 %), zones agricoles hétérogènes (7,3 %), zones industrielles ou commerciales et réseaux de communication (2,3 %). L'évolution de l'occupation des sols de la commune et de ses infrastructures peut être observée sur les différentes représentations cartographiques du territoire : la carte de Cassini (XVIIIe siècle), la carte d'état-major (1820-1866) et les cartes ou photos aériennes de l'IGN pour la période actuelle (1950 à aujourd'hui).

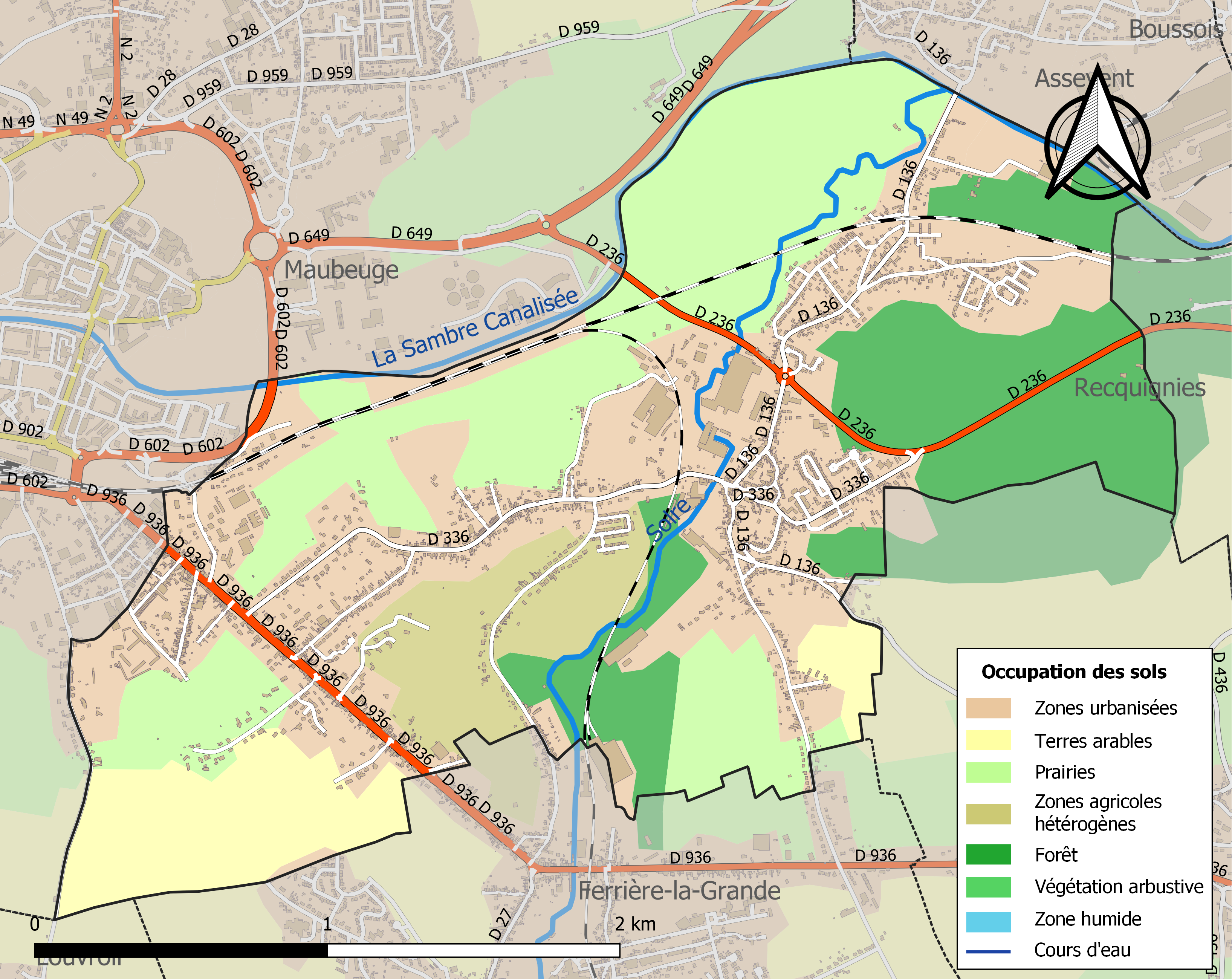
Carte des infrastructures et de l'occupation des sols de la commune en 2018 (CLC).

### Voies de communication et transports
La gare des Bons-Pères est située sur le territoire communal. Elle est desservie par des trains TER Hauts-de-France effectuant des missions entre les gares de Valenciennes et de Jeumont.
La commune est desservie, en 2024, par les lignes 10, 55, 55 Express, 62 et 64 du réseau Stibus.

### Toponymie
Au cours des siècles, la commune s'est appelée Rozies (XIIe siècle), Rosies (XIIIe siècle) et Rozies-Lez-Maubeuge (XIVe siècle).

## Histoire
28 octobre 1793 : combat de Rousies permettant de dégager Maubeuge définitivement de l'emprise autrichienne.

### L'église de Rousies
Le 12 juillet 1739, le curé de Rousies, Martin Riche, célébra les funérailles du curé de Ferrière-la-Grande, Pierre-Michel Jenicq.
Créée le 9 juin 2003 à Valenciennes Par Mgr Garnier, la paroisse Sainte Aldegonde en Val de Sambre, dont fait maintenant partie Rousies, a été baptisée le dimanche 28 septembre 2003 à Bersillies. Cette paroisse regroupe les communes de Maubeuge, Rousies, Assevent, Feignies, Bersillies, Bettignies, Élesmes, Gognies-Chaussée, Mairieux, Vieux Reng et Villers-Sire-Nicole. Le premier curé a été l'abbé Launay.

## Politique et administration
Maire en 1802-1803 : César Soumillion.

## Population et société

### Démographie

#### Évolution démographique
L'évolution du nombre d'habitants est connue à travers les recensements de la population effectués dans la commune depuis 1793. Pour les communes de moins de 10 000 habitants, une enquête de recensement portant sur toute la population est réalisée tous les cinq ans, les populations de référence des années intermédiaires étant quant à elles estimées par interpolation ou extrapolation. Pour la commune, le premier recensement exhaustif entrant dans le cadre du nouveau dispositif a été réalisé en 2005.

En 2022, la commune comptait 4 016 habitants, en évolution de +0,02 % par rapport à 2016 (Nord : +0,51 %, France hors Mayotte : +2,11 %).
| 1793 | 1800 | 1806 | 1821 | 1831 | 1836 | 1841 | 1846 | 1851 |
| ---- | ---- | ---- | ---- | ---- | ---- | ---- | ---- | ---- |
| 301  | 368  | 359  | 365  | 389  | 439  | 420  | 391  | 450  |

| 1856 | 1861 | 1866 | 1872 | 1876 | 1881  | 1886  | 1891  | 1896  |
| ---- | ---- | ---- | ---- | ---- | ----- | ----- | ----- | ----- |
| 508  | 537  | 681  | 744  | 817  | 1 036 | 1 170 | 1 216 | 1 625 |

| 1901  | 1906  | 1911  | 1921  | 1926  | 1931  | 1936  | 1946  | 1954  |
| ----- | ----- | ----- | ----- | ----- | ----- | ----- | ----- | ----- |
| 1 990 | 2 283 | 2 551 | 2 650 | 3 001 | 3 442 | 3 329 | 3 295 | 3 670 |

| 1962  | 1968  | 1975  | 1982  | 1990  | 1999  | 2005  | 2006  | 2010  |
| ----- | ----- | ----- | ----- | ----- | ----- | ----- | ----- | ----- |
| 4 286 | 5 002 | 4 522 | 4 377 | 4 302 | 4 257 | 4 213 | 4 184 | 4 222 |

| 2015  | 2020  | 2022  | - | - | - | - | - | - |
| ----- | ----- | ----- | - | - | - | - | - | - |
| 3 992 | 4 089 | 4 016 | - | - | - | - | - | - |

#### Pyramide des âges
La population de la commune est relativement jeune.
En 2018, le taux de personnes d'un âge inférieur à 30 ans s'élève à 33,9 %, soit en dessous de la moyenne départementale (39,5 %). À l'inverse, le taux de personnes d'âge supérieur à 60 ans est de 27,5 % la même année, alors qu'il est de 22,5 % au niveau départemental.
En 2018, la commune comptait 1 947 hommes pour 2 108 femmes, soit un taux de 51,99 % de femmes, légèrement supérieur au taux départemental (51,77 %).
Les pyramides des âges de la commune et du département s'établissent comme suit.
| Hommes | Classe d’âge | Femmes |
| ------ | ------------ | ------ |
| 0,6    | 90 ou +      | 1,3    |
| 5,9    | 75-89 ans    | 8,4    |
| 18,1   | 60-74 ans    | 20,6   |
| 20,7   | 45-59 ans    | 20,1   |
| 18,0   | 30-44 ans    | 18,4   |
| 18,2   | 15-29 ans    | 14,9   |
| 18,6   | 0-14 ans     | 16,4   |

| Hommes | Classe d’âge | Femmes |
| ------ | ------------ | ------ |
| 0,5    | 90 ou +      | 1,4    |
| 5,3    | 75-89 ans    | 8,1    |
| 14,8   | 60-74 ans    | 16,2   |
| 19,1   | 45-59 ans    | 18,4   |
| 19,5   | 30-44 ans    | 18,7   |
| 20,7   | 15-29 ans    | 19,1   |
| 20,2   | 0-14 ans     | 18     |

## Culture locale et patrimoine

### Lieux et monuments
Adolphe Danis, (architecte français, né le 27 décembre 1886 à Jeumont et mort le 6 novembre 1969 à Maubeuge) a construit de nombreux édifices dans la région de Maubeuge au cours des années 1920 à 1950, dont notamment à Rousies les maisons suivantes, inscrites à « l'Inventaire général du patrimoine culturel » :
- Maisons jumelles dites « maisons d'ingénieurs », 161-163 rue de Maubeuge[34] ;
- Maison, 63 avenue de Ferrière[35] ;
- Maison, 70 avenue de Ferrière[36].

Les maisons sises au 66 avenue de Ferrière (« Les Soleils ») et aux 40 et 167 rue de Maubeuge sont également inscrites à l'Inventaire général du patrimoine culturel, mais leurs architectes ne sont pas précisément nommés.
La commune abrite aussi une friche industrielle, CLECIM, qui abrite une zone humide et des mares, et pour laquelle a été créé un SIVU (Syndicat Intercommunal à Vocation Unique) dédié à la rénovation urbaine de cette friche a été créé en 2013 par arrêté préfectoral du 30/05/2013

### Galerie photos

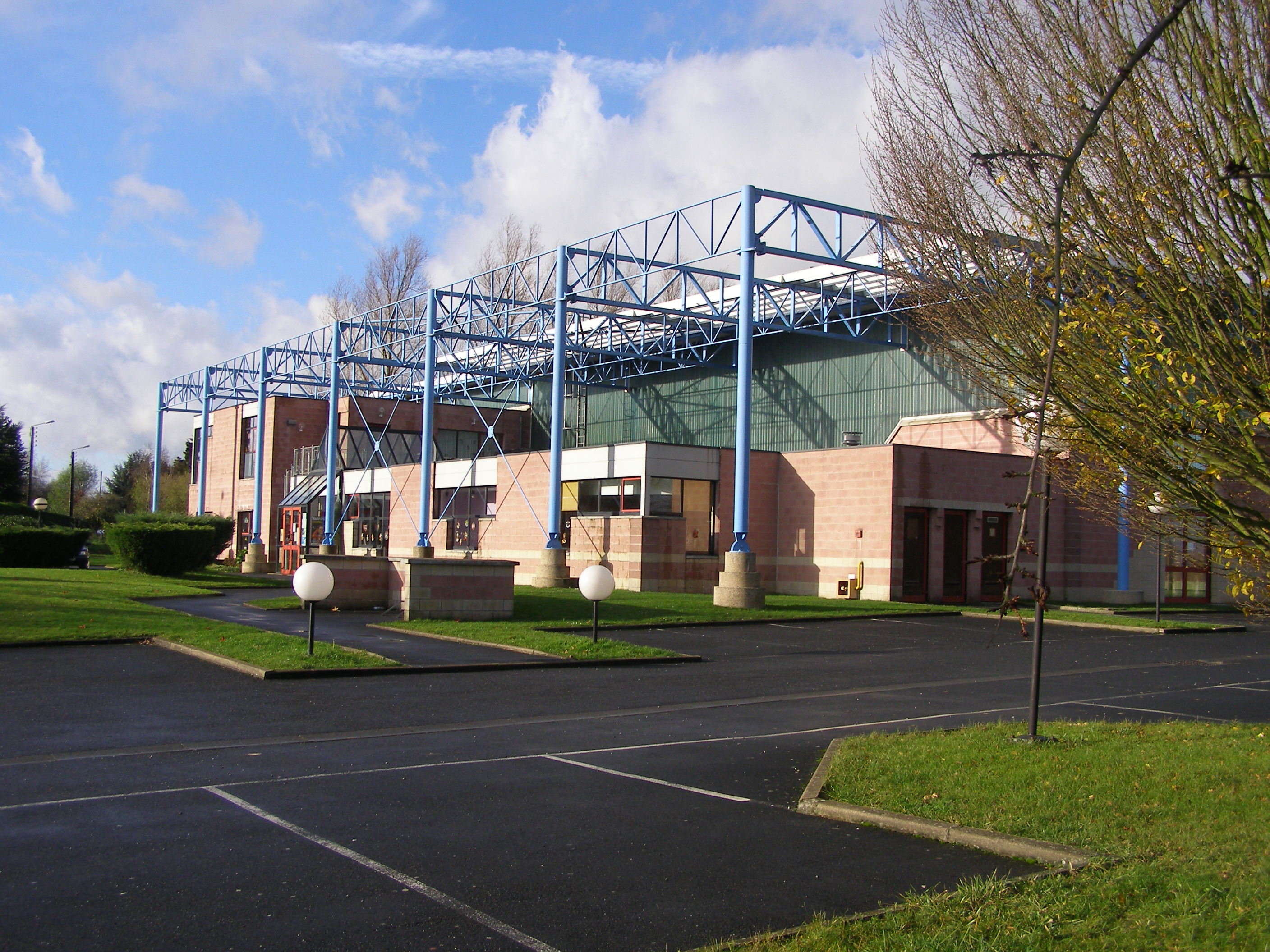
Le gymnase centre sportif de tout Rousies
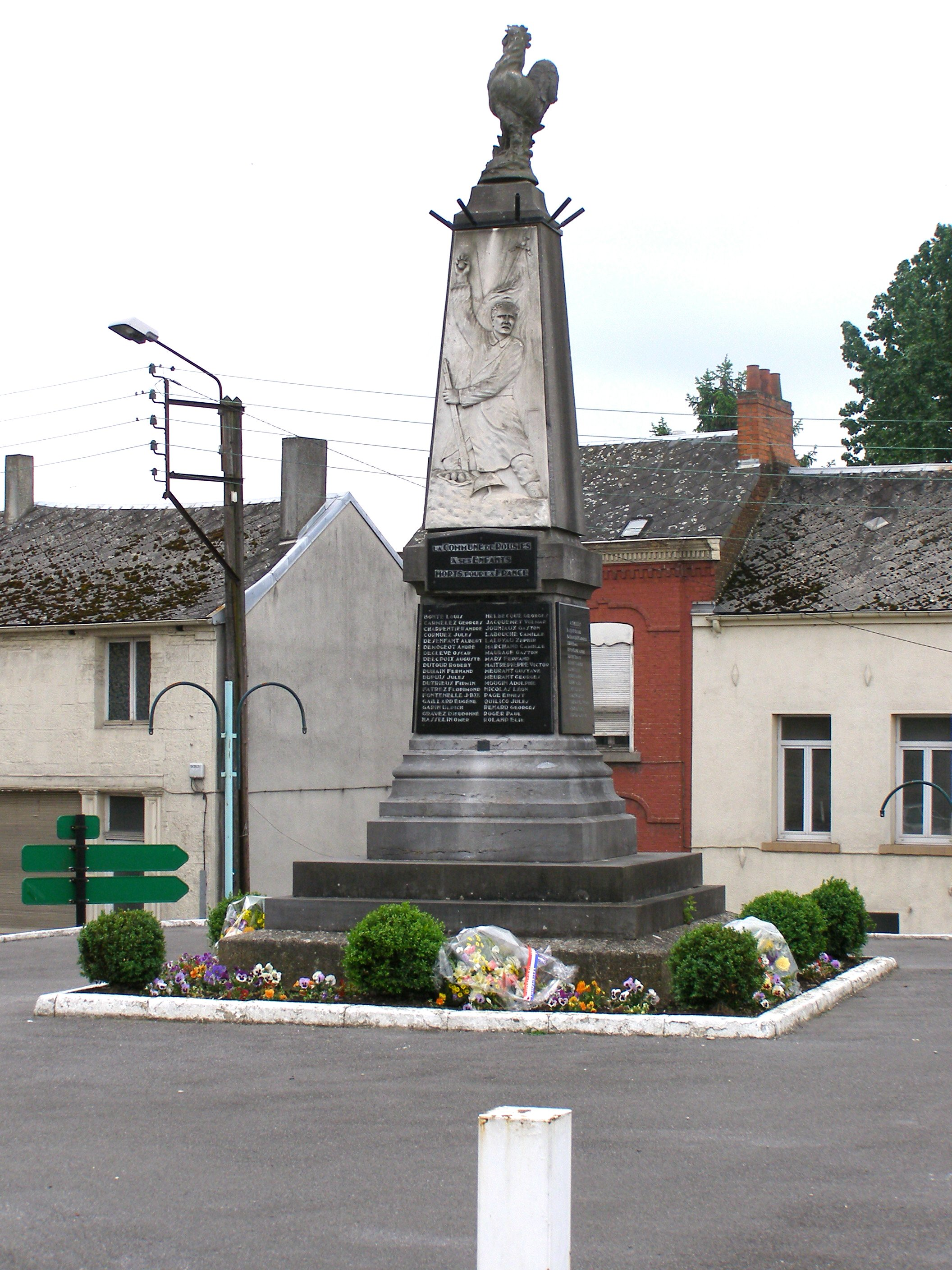
Monument aux morts
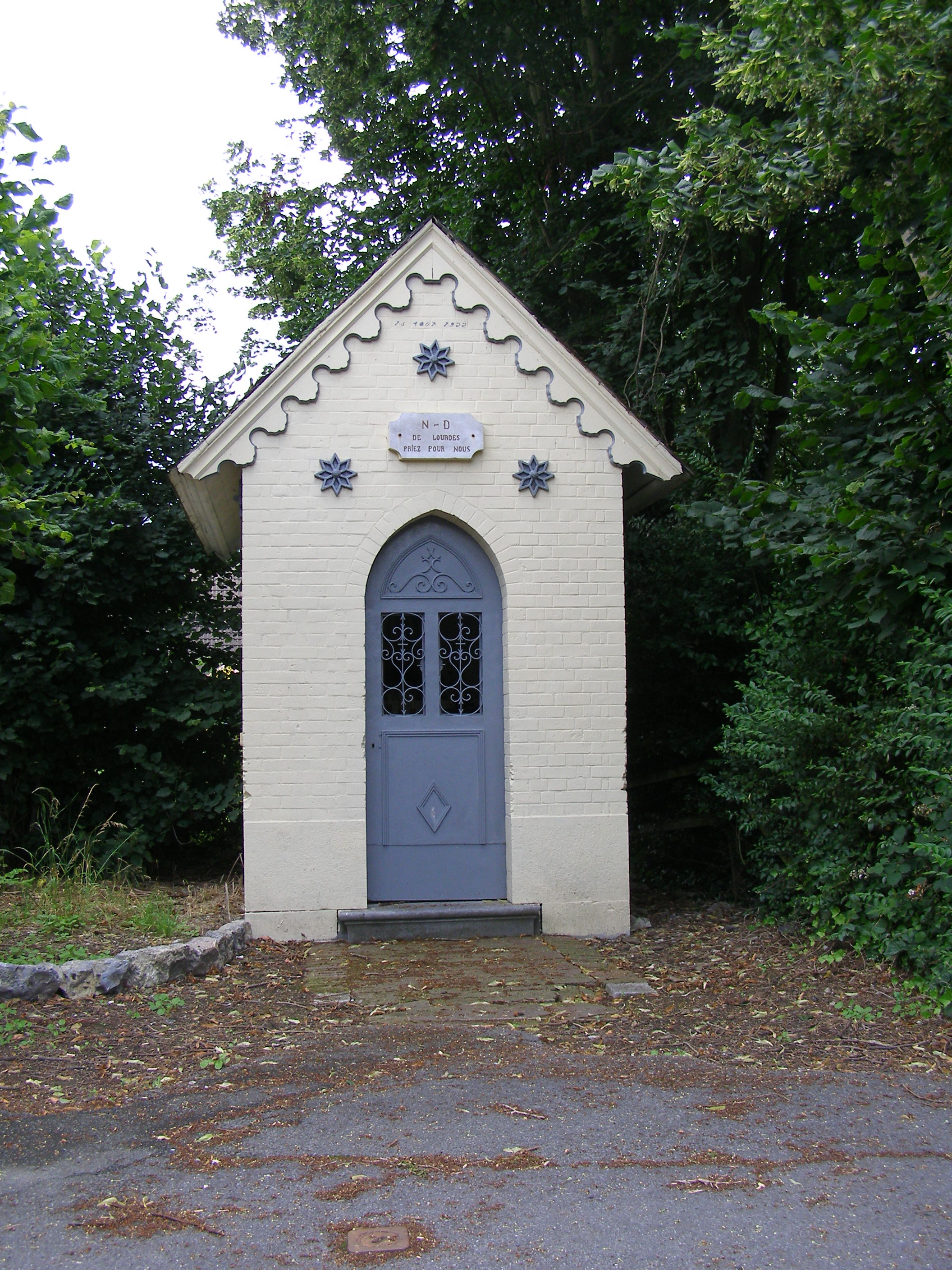
Chapelle Notre Dame de Lourdes
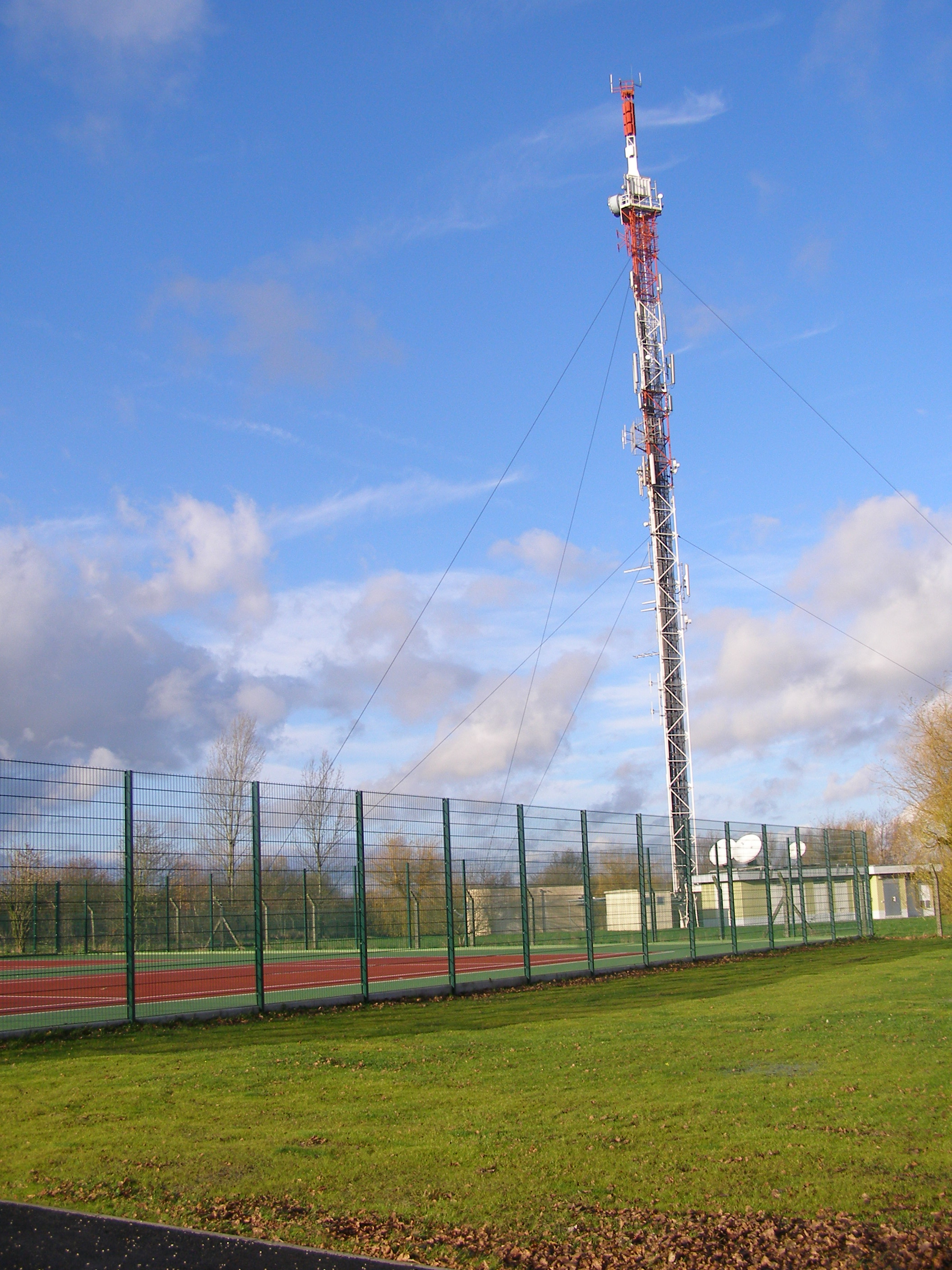
Terrain de tennis et antenne relais TV
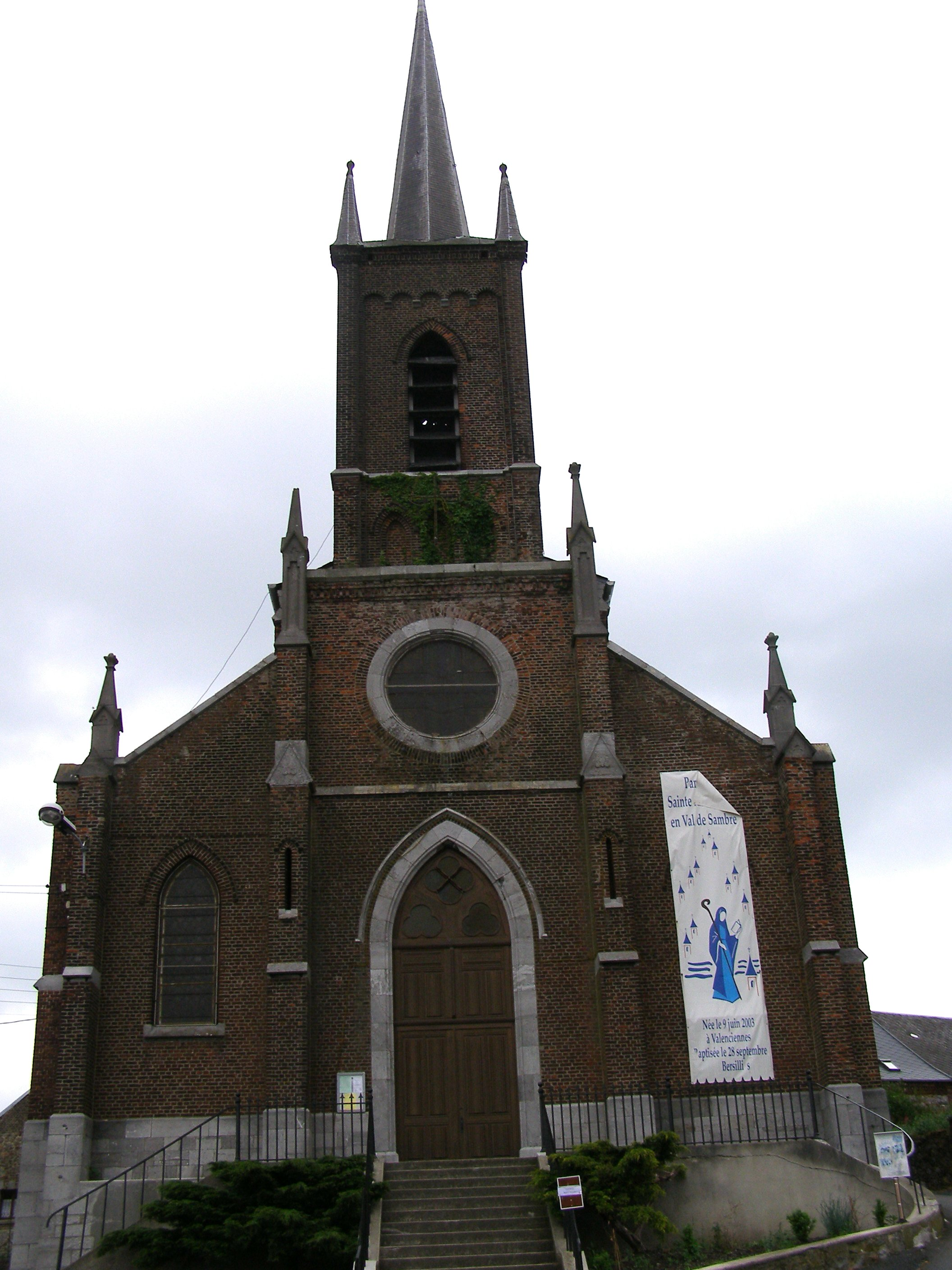
L'église

### Personnalités liées à la commune
- Clément Rémiens, acteur
- Georges Fontené (né le 23 septembre 1848 à Rousies, département du Nord, France et mort le 7 avril 1923 à Paris) est un mathématicien français.

### Héraldique[23]
|  | Les armes de Rousies se blasonnent ainsi :"Écartelé : aux 1 et 4, d'argent à trois fasces de gueules ; aux 2 et 3, d'argent à trois doloires de gueules, les deux du chef adossées". |

Plusieurs villages de l'arrondissement d'Avesnes-sur-Helpe possèdent les mêmes armoiries : Étrœungt, Féron, Lez-Fontaine, Ferrière-la-Grande, Rousies, Solre-le-Château et Solrinnes, ainsi que Bermerain dans l'arrondissement de Cambrai et la commune belge de Sivry-Rance en province de Hainaut. Ce blason était aussi celui de Froidchapelle jusqu'en avril 1999.
Cette similitude s'explique par l'appartenance historique de ces terres à la famille de Croÿ-Renty.
Cinq de ces villages sont arrosés par la Solre : Lez-Fontaine, Ferrière-la-Grande, Rousies, Solre-le-Château et Solrinnes.

## Pour approfondir